# Mike Hammer (Fernsehserie, 1984)
Mike Hammer (Originaltitel: Mickey Spillane’s Mike Hammer) ist eine US-amerikanische Krimiserie mit Stacy Keach in der Titelrolle, die von 1984 bis 1985 auf dem Sender CBS erstausgestrahlt wurde. Die Serie handelt von den Abenteuern des fiktionalen Privatdetektivs Mike Hammer des Krimi-Autors Mickey Spillane und umfasst 24 Folgen in zwei Staffeln. Ihr vorausgegangen waren die beiden Fernsehfilme Mike Hammer – Mord auf Abruf aus dem Jahr 1983 und Mike Hammer – Ein Mord ist nicht genug von 1984, die ebenfalls mit Stacy Keach besetzt sind.
1986 folgte mit dem Fernsehfilm Mike Hammer – Kidnapping in Hollywood der Auftakt der US-amerikanischen Fernsehserie The New Mike Hammer, die von 1986 bis 1987 auf CBS erstausgestrahlt wurde und aus 22 Folgen in einer Staffel besteht. 1989 erschien ein weiterer Fernsehfilm namens Mike Hammer – Mädchen, Morde und Moneten.
Aufgrund derselben Hauptbesetzung und der großen Ähnlichkeit der beiden Serien werden sie oft zu ein und derselben „Mike-Hammer“-Serie mit Stacy Keach gezählt.
Die beiden Serien sind Nachfolgeserien der von 1958 bis 1959 erschienenen Serie Mickey Spillane’s Mike Hammer mit Darren McGavin in der Titelrolle. Von 1997 bis 1998 wurde eine weitere „Mike-Hammer“-Serie mit Stacy Keach namens Mike Hammer, Private Eye im Fernsehen gezeigt.

## Handlung
Die Serie handelt von den Abenteuern des fiktiven Privatdetektivs Mike Hammer, der das New Yorker Verbrechen auf die raue Art verfolgt. Dabei geht er nicht zimperlich mit Faust und Waffe um, weshalb er öfters an die Grenzen des Gesetzes stößt und somit mit Staatsanwalt Barrington in Konflikt gerät. Unterstützt wird der Detektiv von seiner Sekretärin Velda und dem Polizisten Pat Chambers.

## Besetzung
| Figur                  | Darsteller    | Deutscher Sprecher                              |
| ---------------------- | ------------- | ----------------------------------------------- |
| Mike Hammer            | Stacy Keach   | Kurt Goldstein                                  |
| Velda                  | Lindsay Bloom | Christel Harthaus                               |
| Captain Pat Chambers   | Don Stroud    | Jürgen Heinrich                                 |
| Lawrence D. Barrington | Kent Williams | Uwe Paulsen 1. Stimme Wolfgang Ziffer 2. Stimme |
| „Das Gesicht“          | Donna Denton  |                                                 |
| Jenny                  | Lee Benton    |                                                 |
| Ozzie                  | Danny Goldman | Wolfgang Ziffer                                 |
| Moochie                | Ben Powers    |                                                 |
| Ritchie                | Eddie Barth   | Lothar Köster                                   |

## Auszeichnungen und Nominierungen
- 1983: Emmy-Nominierung für Gayne Rescher in der Kategorie Beste Kameraführung in einer limitierten Serie[2]
- 1984: Emmy für James Crabe in der Kategorie Beste Kameraführung in einer Serie (für Mike Hammer – Ein Mord ist nicht genug)[3]
- 1985: Golden-Globe-Award-Nominierung für Stacy Keach in der Kategorie Bester Serien-Hauptdarsteller – Drama[4]
- 1985: Edgar-Allan-Poe-Award-Nominierung für Joe Gores in der Kategorie Bestes Drehbuch für eine Episode einer Fernsehserie (Folge Das Komitee)
- 1987: Edgar-Allan-Poe-Award-Nominierung für Herman Miller in der Kategorie Bestes Drehbuch für eine Episode einer Fernsehserie (Folge Rollentausch)

## Erstausstrahlung
Die erste Staffel von Mickey Spillane’s Mike Hammer wurde erstmals vom 28. Januar bis zum 14. April 1984 auf dem US-amerikanischen Sender CBS ausgestrahlt. Die Erstausstrahlung der zweiten Staffel erfolgte vom 29. September 1984 bis zum 12. Januar 1985 auf demselben Sender.
Im deutschsprachigen Raum startete die Serie unter dem Titel Mike Hammer am 11. Januar 1987 mit der neunten Folge der zweiten Staffel Mord ist Privatsache auf dem Sender Sat.1. Die Erstausstrahlung der ersten Staffel folgte vom 14. Januar bis zum 18. März 1987 auf demselben Sender. Die Erstausstrahlung der zweiten Staffel fand vom 25. März bis zum 27. Mai 1987 wieder auf Sat.1 statt, wobei die Folgen 3, 5 und 10 erst 1990 dort gezeigt wurden.
Die oft als dritte Staffel gezählte Serie The New Mike Hammer wurde erstmals vom 27. September 1986 bis zum 13. Mai 1987 auf CBS ausgestrahlt. Im deutschsprachigen Raum fand die Erstausstrahlung vom 6. Januar bis zum 4. Mai 1988 auf Sat.1 statt, wobei nicht alle Folgen gesendet wurden. Die Folgen 4, 11, 15, 20 und 22 wurden erst 1990 auf demselben Sender gezeigt. Die Folge 5 erst 1999 auf Kabel eins.